# IC 2695
IC 2695 ist eine Elliptische Galaxie vom Hubble-Typ E3 im Sternbild Löwe auf der Ekliptik. Sie ist schätzungsweise 330 Millionen Lichtjahre von der Milchstraße entfernt und hat einen Durchmesser von etwa 40.000 Lichtjahren. 

Im selben Himmelsareal befinden sich u. a. die Galaxien IC 2666, IC 2694, IC 2722.
Das Objekt wurde am 27. März 1906 von Max Wolf entdeckt.